# Юрмаш (приток Усолки)
Юрма́ш (баш. Юрмаш) — река в России, протекает по территории Гафурийского района Республики Башкортостан. Устье реки находится в 30 км по правому берегу реки Усолки. Длина реки — 10 км.

## Данные водного реестра
По данным государственного водного реестра России относится к Камскому бассейновому округу, водохозяйственный участок реки — Белая от города Стерлитамак до водомерного поста у села Охлебино, без реки Сим, речной подбассейн реки — Белая. Речной бассейн реки — Кама.